# Privatfernsehen (Magazin)
Privatfernsehen war der Titel eines wöchentlichen Fernsehmagazins des WDR im Ersten vom 5. Oktober 1996 bis 19. November 1997. Moderiert wurde die Sendung von Friedrich Küppersbusch.
Privatfernsehen war ähnlich aufgebaut wie die Vorgängersendung, das Politmagazin ZAK. Es umfasste investigative Reportagen, satirische Beiträge und zwei bis drei Interviewgäste pro Sendung. Gesendet wurde live mit Publikum aus einem ehemaligen Getreidespeicher am Kölner Rheinufer. Sie war die erste Produktion der Probono Fernsehproduktion, die Küppersbusch unmittelbar zuvor gemeinsam mit Alfred Biolek gegründet hatte.
Die Sendung lief zunächst jeden Samstag nach dem Wort zum Sonntag eine Stunde lang. Später wurde die Sendung um eine Viertelstunde gekürzt und freitags nach dem Bericht aus Bonn gesendet.

## Regelmäßige Bestandteile der Sendung
- Franz Lambert spielte in der Sendung live die Erkennungsmelodie sowie zwischen den Beiträgen Musik.
- Der damalige Fußballsechstligist Hamborn 07 wurde von Privatfernsehen gesponsert (Trikotwerbung), aus diesem Grund enthielt die Sendung auch immer einen Spielbericht des Vereins.
- Sketche mit den aus der Reihe Hurra Deutschland bekannten Politiker-Puppen wurden eingespielt. Aufgezeichnet wurden die Szenen in den Kölner GUM-Studios, jeweils am Freitag vor der eigentlichen Sendung, um eine möglichst hohe Tagesaktualität herzustellen. Als Puppenspieler war u. a. der später bekannt gewordene Gerd J. Pohl im Einsatz.
- Thomas Wißmann war der „Nachrichtensprecher“ der Sendung.[4]
- Emmanuel Peterfalvi holte als Alfons die „Stimme des Volkes“ von der Straße ein. Er verabschiedete sich stets mit den Worten „Salut, bis nächste Woche“, was sich, als der Fortbestand der Sendung nicht mehr so sicher war, in „Salut, bis nächste Sendung“ änderte.

## Absetzung
Am 13. Oktober 1997 beschlossen die ARD-Programmdirektoren mit 11:1 Stimmen, den Ende des Jahres auslaufenden Vertrag mit Probono nicht mehr zu verlängern. Lediglich der WDR-Intendant Fritz Pleitgen stimmte gegen eine Absetzung. Die Absetzung wurde mit zu geringer Zuschauerquote begründet. Die Zuschauerzahlen hatten zu dem Zeitpunkt etwa bei einer Million gelegen, allerdings hatten die zeitgleich laufenden Sendungen Die Harald Schmidt Show (Sat.1; ebenfalls etwa 1 Million) und Willemsens Woche (ZDF; etwa 700.000) ähnliche bzw. noch schlechtere Quoten. Küppersbusch wie auch Pleitgen vermuteten auch politische Gründe in Zusammenhang mit der Bundestagswahl 1998 hinter der Absetzung.
In der allerletzten Sendung moderierte Küppersbusch die Sendung nicht ab, sondern wartete darauf, dass er abgeschaltet würde. In der „Nachspielzeit“ schaltete er Roger Willemsen, dessen aufgezeichnete Sendung gerade parallel im ZDF lief, live hinzu und witzelte mit ihm über Quoten, Helmut Markworts Ausflug ins Softporno-Genre und seine Frau Sabine Brandi, die im Studio saß und ebenfalls zu Wort kam.